# Frands Faber
Eli Frands Johannes Faber (22. juni 1897 på Frederiksberg i København – 23. juni 1933 i København) var en dansk landhockeyspiller som både vandt en olympisk sølvmedalje i landhockey under OL 1920 i Antwerpen. Han var med på det danske hold som endte på andenpladsen i landhockeyturneringen efter Storbritannien.
Frans Faber spillede for Orient i Lyngby.
Faber blev uddannet cand.med. fra Københavns Universitet i 1924.